# District de Hatvan
Le district de Hatvan (en hongrois : Hatvani járás) est un des 7 districts du comitat de Heves en Hongrie. Créé en 2013, il compte 50 872 habitants et rassemble 13 localités : 11 communes et 2 villes dont Hatvan, son chef-lieu.
Cette entité existait déjà auparavant jusqu'en 1969.

## Localités
- Apc
- Boldog
- Csány
- Ecséd
- Hatvan
- Heréd
- Hort
- Kerekharaszt
- Lőrinci
- Nagykökényes
- Petőfibánya
- Rózsaszentmárton
- Zagyvaszántó